# صنعت رایانه
صنعت رایانه (به انگلیسی: Computer industry) یا صنایع کامپیوتر و صنایع فناوری اطلاعات، به دامنه گسترده‌ای از تجارت و کسب و کار گفته می‌شود که طیف وسیعی از ساخت و توسعه نرم‌افزار و سخت‌افزار تا فراهم‌آوری زیرساخت‌های شبکه‌های رایانه‌ای، تولید قطعات کامپیوتری و ارائه خدمات IT و فروش این محصولات در بازارهای مختلف را شامل می‌شود. سرعت، دقت و رایانش سبز در تولید قطعات از اهداف صنعت رایانه هستند.

## پس از اینترنت
بعداز اینترنت صنعت رایانه در جهان شکوفا شد و هر کسی برای دسترسی به اینترنت، مجبور به خرید رایانه شد.

## پس از ویروس کرونا
با توجه به محدودیت‌های بیماری کرونا و طرح فاصله اجتماعی بسیاری از فعالیت‌ها به فضای مجازی منتقل شد و این موضوع باعث افزایش ۳۰ درصدی فروش محصولات حوزه صنعت رایانه شد.

## زبان انگلیسی

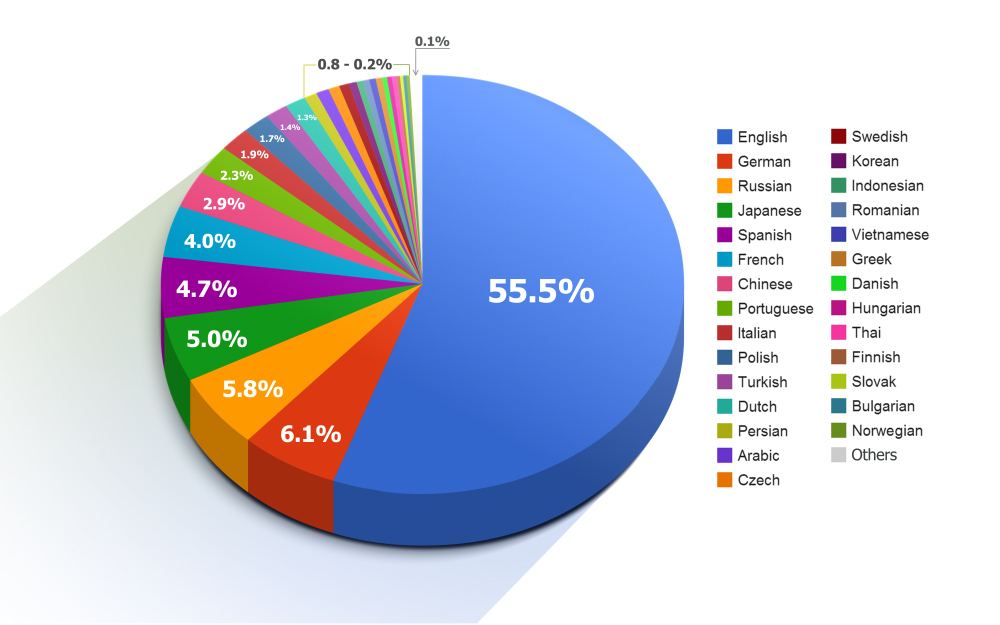
درصد وبگاه‌های اینترنتی از زبان‌ها

از آنجایی که فرآیند یادگیری کمی طول می کشد و یادگیری زبان بعداز دوران کودکی سخت می شود، کشورهای زیادی برای دسترسی سریع به منابع دسته اول و منابع اصلی؛ زیان انگلیسی را به عنوان زبان رسمی انتخاب می کنند.
زبان به عنوان یک قطب آموزشی در دریافت اطلاعات موجود در شبکه اینترنت است. یکی از خصوصیات زبان بین المللی انگلیسی وجود مقالات و کتاب‌های علمی بسیار زیادش است. بسیاری از مقالات به زبان انگلیسی نوشته می‌شوند و بعد به زبان‌های دیگر ترجمه می‌شوند. همچنین بزرگترین دانشنامه در جهان ویکی‌پدیای انگلیسی با ۶٬۹۷۳٬۶۰۶ مقاله است.

### هند
|                                                                                       |  |  |
| سوندار پیچای و ساتیا نادلا کارآفرینان هندی به ترتیب دو مدیر شرکت‌های گوگل و مایکروسافت |  |  |

درآمد هند از فناوری اطلاعات به ۲۳۰ میلیارد دلار می رسد. مردم هند علاقه زیادی به فناوری‌های نوین دارند و بدون ممنوعیت فرهنگی در پذیرش زبان انگلیسی به عنوان زبان رسمی نقش عمده‌ای در ظهور هند در بازار تكنولوژی دنیا بازی می‌كند. هندی ها سریع‌ترین نرخ دریافت اطلاعات را بدون تأخیر فرآیند ترجمه اطلاعات دارند. بنگلور به یکی از قطب‌های فناوری اطلاعات معروف است. مؤسسات فناوری در هند مشهور به آی‌آی‌تی (IITs) نام مجموعه‌ای از معتبرترین دانشگاه‌های کشور هند است.

### چین
چین در صنعت رایانه که در حال به دست گرفتن این بازار است، روز به روز پیشرفت‌های این کشور در بخش فناوری بیشتر نمایان می‌شود. شرکت‌های چینی بسیار زیادی بیشتر در بازار سخت افزار رایانه فعالیت دارند. اکثر شرکت‌های تولید کننده دستگاه های سخت افزار رایانه در چین یا جمهوری چین (تایوان) یا هانگ کانگ ساخته می شوند. هانگ کانگ با پذیرش زبان انگلیسی به عنوان زبان رسمی و زیر ساخت‌های پیشرفته در فناوری، در بیشتر مباحث، برتری به تایوان و چین دارد.